# Stadion NŠC Stjepan Spajić
Stadion NŠC Stjepan Spajić – wielofunkcyjny stadion znajdujący się w stolicy Chorwacji, Zagrzebiu. Na tym stadionie swoje mecze rozgrywa drużyna piłkarska NK Hrvatski Dragovoljac. Stadion może pomieścić 5 000 widzów, nie spełnia norm UEFA.